# Umami

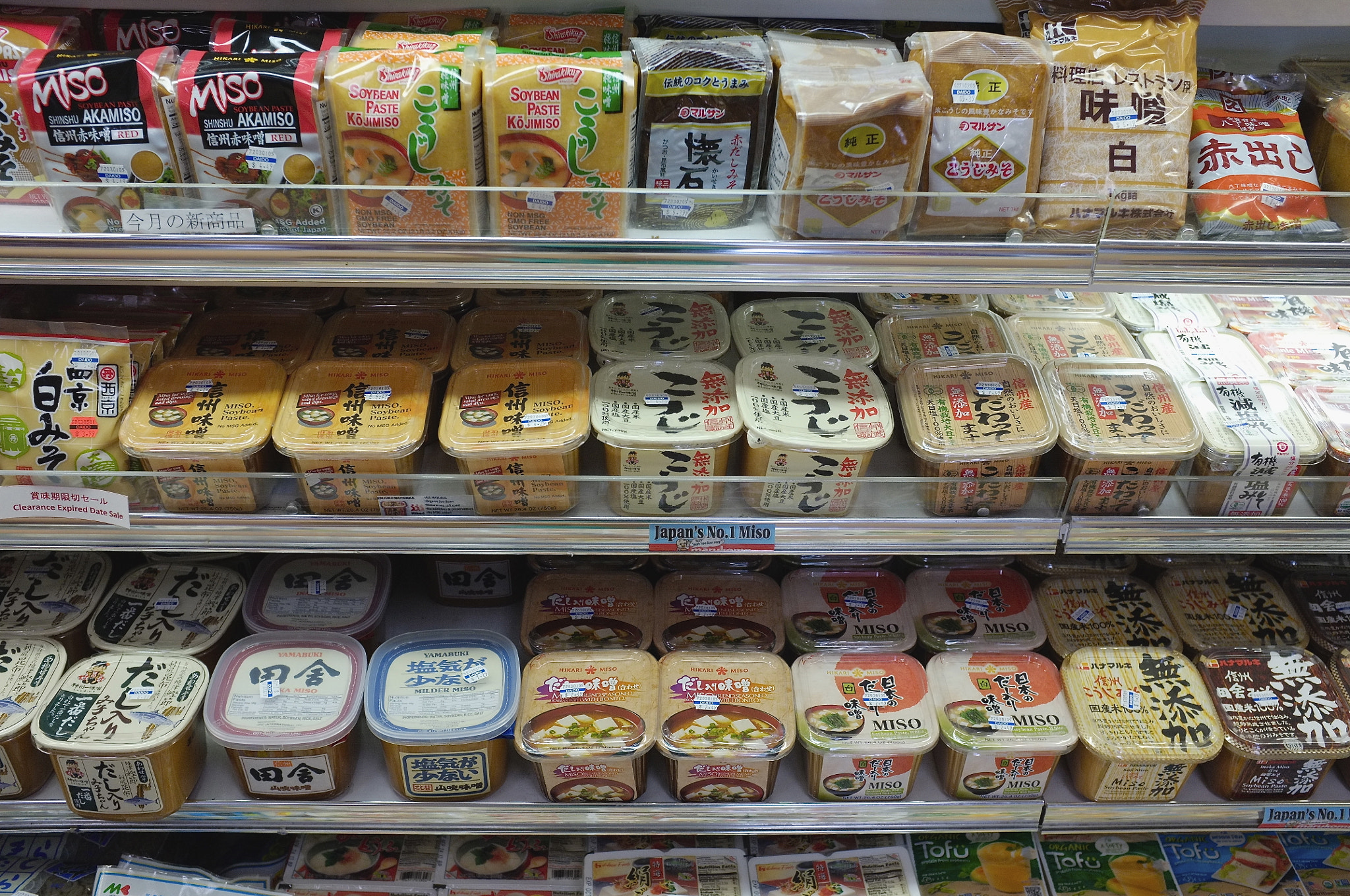
Tentempiés umami

El umami (en japonés: うま味), vocablo que significa sabroso, es uno de los sabores básicos junto con el dulce, ácido, amargo y salado. Esta palabra fue acuñada por el profesor Kikunae Ikeda en 1908 y proviene de la combinación de los términos umai (うまい) ‘delicioso’ y mi (味) ‘sabor’. Los caracteres japoneses, incluidos los kanjis, que se refieren al umami, se usan en un sentido más general, cuando un alimento en particular es delicioso.

## Descubrimiento del sabor umami

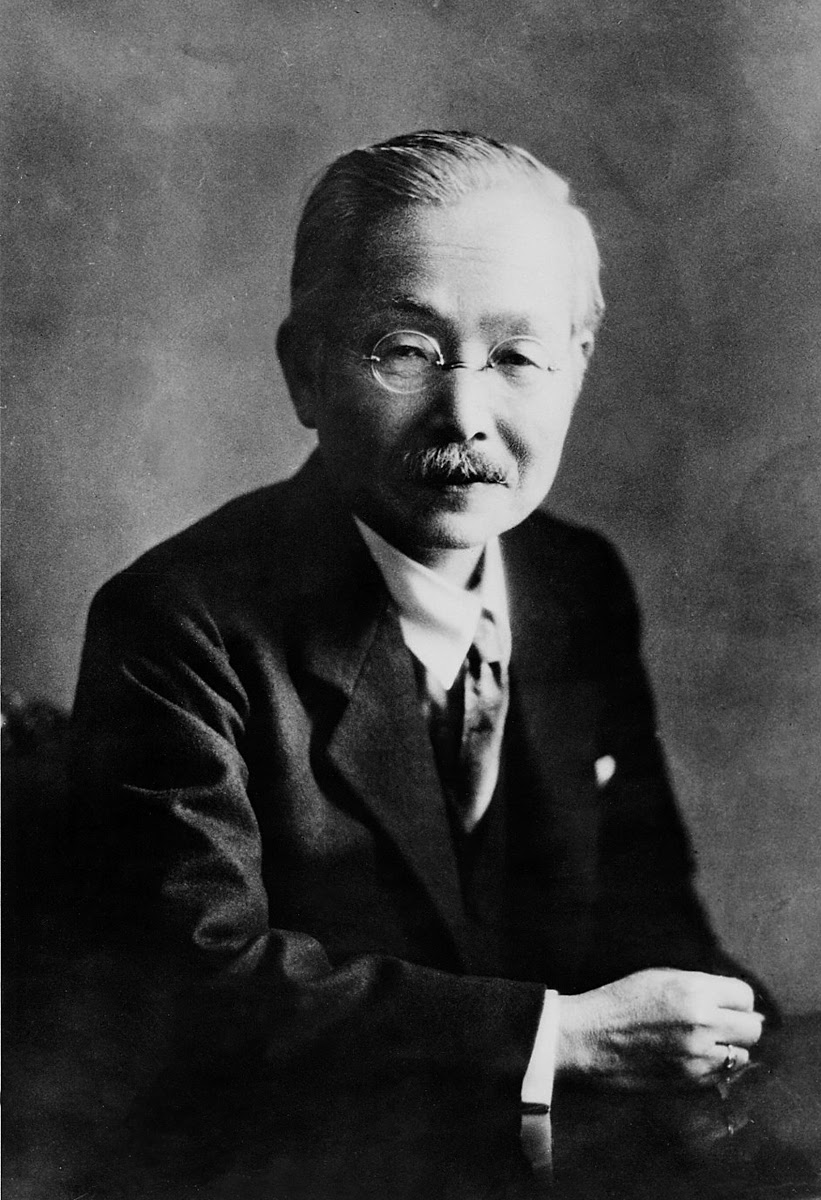
Kikunae Ikeda, descubridor del sabor umami.

El glutamato tiene una larga historia en la cocina. Las salsas de pescado fermentado (garo), ricas en glutamato, se usaban ya en la Roma antigua. A fines del siglo XIX, el chef Auguste Escoffier, quien abrió el restaurante que fue considerado como el más glamuroso, costoso y revolucionario en París, creó comidas que combinaban el sabor umami con sabores dulces, ácidos, amargos y salados. Sin embargo, no conocía la química detrás de esta característica tan particular.
El sabor umami   no fue identificado propiamente hasta que en 1908 el científico Kikunae Ikeda, profesor de la Universidad Imperial de Tokio, descubrió que el glutamato era el responsable de lo delicioso del caldo del alga kombu. Observó que el sabor del caldo de pescado (dashi) de kombu era distinto de los sabores dulce, ácido, amargo y salado, y lo denominó «umami».
Años después, en 1913, un discípulo del profesor Ikeda, Shintaro Kodama, descubrió que las virutas de bonito seco contenían otra sustancia umami. Era el ribonucleótido IMP. Luego, en 1957, Akira Kuninaka se percató de que el ribonucleótido GMP presente en los hongos shiitake también confería el sabor umami. Uno de los descubrimientos más importantes de Kuninaka fue el efecto sinérgico entre los ribonucleótidos y el glutamato. Cuando se combinan alimentos ricos en glutamato con ingredientes que contienen ribonucleótidos, la intensidad del sabor resultante es mayor que la suma de ambos ingredientes.
Esta sinergia de umami explica la razón de varias combinaciones clásicas de alimentos, comenzando por el dashi que los japoneses preparan con algas kombu y virutas de bonito seco, al que le siguen otros platos: la sopa de pollo a la que los chinos agregan cebollas chinas y col, así como en la sopa cock-a-leekie de Escocia, y los italianos que combinan queso parmesano con salsa de tomate y champiñones.

## Propiedades del sabor umami
Es un sabor sutil pero de gusto prolongado y difícil de describir. Induce la salivación y una sensación aterciopelada en la lengua que estimula la garganta, el paladar y la parte posterior de la boca (para revisión, Yamaguchi, 1998). Por sí mismo, umami no es sabroso, pero realza el sabor agradable de una gran cantidad de alimentos, especialmente en presencia de aromas complementarios. Pero al igual que otros sabores básicos —excepto la sacarosa—, umami es agradable solo dentro de un margen relativamente estrecho de concentración. El sabor umami óptimo depende también de la cantidad de sal. Al mismo tiempo, los alimentos bajos en sal pueden tener un sabor satisfactorio con la cantidad adecuada de umami. De hecho, Roinien et al. (1996) mostraron que las calificaciones de agrado, intensidad de sabor y cantidad de sal ideal de las sopas bajas en sal eran mayores cuando la sopa contenía umami; mientras que las sopas bajas en sal y sin umami resultaron menos agradables. Por lo que cocinar con ingredientes ricos en umami también le permite reducir la cantidad de sal que se usaría normalmente para realzar el sabor de los alimentos. Algunos grupos de personas, como los adultos mayores, podrán tener mayores beneficios con el sabor umami debido a que su sentido del gusto y su sensibilidad a los aromas pueden estar disminuidos por la edad y los medicamentos. La pérdida del sentido del gusto y del olfato puede contribuir a un estado nutricional deficiente, lo que aumenta el riesgo de sufrir enfermedades.

## Alimentos ricos en umami
Se dice de los alimentos que podemos consumir a diario son ricos en umami, aunque no existen referencias reales al respecto. El glutamato presente de manera natural se encuentra en carnes y verduras, mientras que el inosinato proviene principalmente de las carnes y el guanilato de las verduras. Por lo tanto, el sabor umami es una característica en común de alimentos que contienen altos niveles de L-glutamato, IMP y GMP, principalmente pescados, mariscos, carne curada, setas comestibles, hortalizas (por ejemplo, tomates, col china, espinaca, etc.) o el té verde, y en productos fermentados y añejados (por ejemplo, quesos, pastas de camarón, salsa de soja, etc.).
El primer encuentro de los humanos con el sabor umami es al probar la leche materna. Contiene casi tanto sabor a umami como los caldos. En el caso de los caldos, el contenido de glutamato puede variar. Por ejemplo, el dashi japonés posee una sensación muy nítida del sabor umami porque no contiene carne. En el dashi, el L-glutamato proviene del alga kombu (Laminaria japonica) y el inosinato de virutas de bonito seco (katsuobushi) o sardinas pequeñas secas (niboshi). En cambio los caldos y consomés occidentales o chinos ofrecen un sabor más complejo debido a una mezcla más amplia de aminoácidos provenientes de huesos, carnes y verduras. El jamón ibérico y las anchoas tienen también sabor a umami.

## Receptores gustativos
Estudios de bioquímica han identificado los receptores del gusto responsables de la percepción de umami (una forma modificada de mGluR4, mGluR1) y un receptor del gusto tipo 1 (T1R1 + T1R3) y todos se han encontrado en las papilas gustativas de cualquier región de la lengua. La Academia de Ciencias de Nueva York ha corroborado la aceptación de estos receptores, mencionando que 

Los recientes estudios moleculares han identificado candidatos importantes para receptores del sabor umami, incluyendo el heterodímero T1R1/T1R3, la forma truncada del receptor metabotrópico de glutamato tipo 1 (mGluR1) y el receptor metabotrópico de glutamato tipo 4 (mGluR4) (ambos careciendo de la mayor parte de su dominio N-terminal extracelular) y el mGluR4 cerebral
[cita requerida]

Los receptores mGluR1 y mGluR4 son específicos del glutamato, mientras que T1R1 + T1R3 son los responsables de la sinergia descrita por Akira Kuninaka en 1957. Sin embargo, el rol específico de cada tipo de receptor en las papilas gustativas no está completamente claro. Son receptores acoplados a proteínas G (GPCRs) con moléculas de señalización que incluyen proteínas G beta-gama, PLCb2 y liberación del calcio (Ca2+) intracelular mediado por PI3. El Ca2+ activa el canal de potencial de receptor transitorio, melastatina 5 (TrpM5) que conduce a la depolarización de la membrana y la consecuente liberación de ATP y secreción de neurotransmisores que incluyen a la serotonina.
Las células que responden al estímulo del sabor umami no poseen la típica sinapsis, sino que el ATP lleva las señales del gusto a los nervios gustativos y en respuesta, el cerebro interpreta e identifica la calidad del sabor.